# Palacio Donà Giovannelli
El palacio Donà Giovannelli es un edificio histórico italiano situado en el sestiere de Cannaregio de Venecia, junto a los ríos ("rii") de Noale y de Santa Fosca, al lado del palacio Pasqualigo Giovannelli.

## Historia
Aunque en el pasado el edificio se atribuyó al arquitecto Filippo Calendario, hoy en día no está claro quién lo proyectó. El palacio, ya en posesión del duque de Urbino, Francesco Maria della Rovere desde 1538, pasó a manos de Giovanni Battista Donà, quien se vio abligado a venderlo tiempo después a la familia Giovannelli.
A lo largo del tiempo la construcción ha sufrido distintas restauraciones. La primera, entre 1847 y 1848, a cargo del arquitecto Giovanni Battista Meduna, y la última ya en pleno siglo XX.
En 2018 el inmueble fue adquirido por el grupo inmobiliario Barletta para convertirlo en hotel de lujo gestionado por la empresa de capital chino Rosewood Hotels & Resorts.

## Descripción

### Fachadas
El palacio Donà Giovannelli al encontrarse en la confluencia de dos "rii" o canales, presenta dos fachadas. La situada junto al "rio" de Noale o Noal muestra una interesante imagen monumental de estilo gótico tardío. La planta baja se caracteriza por un amplio portal central a ras del agua con dos ventanucos a cada lado y seis monóforas más grandes de arco conopial situadas también a ambos lados del portal. Las dos plantas nobles presentan políforas centrales de siete huecos, acompañadas de dos monóforas independientes a cada lado, si bien, resultan más vistosas las de la primera planta por su profusión decorativa con óculos cuadrilobulados sobre los arcos. Destacan los ventanales angulares dobles de las esquinas. En ambas plantas el ritmo de los huecos es similar.
La fachada que da al "rio" de Santa Fosca, a pesar de ser más amplia que la principal, se presenta mucho más simple que esta. Después de las rehabilitaciones, se aprecian diferentes estilos superpuestos: gótico, renacentista veneciano tardío, neoclásico y neogótico.
El elemento más importante de esta fachada es la ventana múltiple tras la cual se encuentra el salón principal. En la parte trasera existe un jardín donde hasta 2016 se emplazaba un taller de cantería tradicional.

### Interior
El edificio se desarrolla alrededor a un amplio patio central al cual se accede a través del portal monumental. En el patio arranca una escalera octogonal construida durante la reforma de Meduna en torno a 1847, que conduce a la primera planta noble. Hay otras dos escaleras, de factura más tradicional que, enfrentadas en el patio, conducen a otras dependencias del palacio. La planta noble se caracteriza por la ausencia de una sala de recibimiento central, típica en la mayor parte de los palacios venecianos. En cambio, la planta se encuentra dividida en numerosas habitaciones de diferentes dimensiones, decoradas con estucos, casetones y chimeneas, al fondo de las cuales destaca un salón caracterizado por su forma de ambón o púlpito que se divide por medio de columnas. Todo el interior se reformó completamente con la intervención de Meduna.